# Синъань (Гуйлинь)
Синъа́нь (кит. упр. 兴安, пиньинь Xīng'ān) — уезд городского округа Гуйлинь Гуанси-Чжуанского автономного района (КНР).

## История
Во времена империи Тан здесь в 621 году был создан уезд Линьюань (临源县). В 768 году он был переименован в Цюаньи (全义县). В эпоху Пяти династий и десяти царств, когда эти земли оказались в составе государства Поздняя Цзинь, уезд был в 946 году поднят в статусе, став Пучжоуской областью (溥州).
После объединения китайских земель в империю Сун Пучжоуская область в 963 году вновь стала уездом Цюаньи. В 976 году на престол империи взошёл Чжао Куанъи, и в соответствии с практикой табу на имена, чтобы избежать употребления иероглифа «и», входившего в личное имя нового императора, уезд Цюаньи был переименован в Синъань.
В составе КНР в 1949 году был образован Специальный район Гуйлинь (桂林专区) провинции Гуанси, и уезд вошёл в его состав. В 1958 году провинция Гуанси была преобразована в Гуанси-Чжуанский автономный район. В 1971 году Специальный район Гуйлинь был переименован в Округ Гуйлинь (桂林地区).
Постановлением Госсовета КНР от 27 августа 1998 года город Гуйлинь и Округ Гуйлинь были объединены в Городской округ Гуйлинь.

## Административное деление
Уезд делится на 6 посёлков, 3 волости и 1 национальную волость.